# Понтремоли
Понтре́моли (итал. Pontremoli) — коммуна в Италии, располагается в регионе Тоскана, в провинции Масса-Каррара.
Население составляет 7942 человека (2008 г.), плотность населения составляет 43 чел./км². Занимает площадь 183 км². Почтовый индекс — 54027. Телефонный код — 0187.
Покровителем коммуны почитается святой Геминиан Моденский, празднование 31 января.

## Демография
Динамика населения:

## Администрация коммуны
- Официальный сайт: http://www.comune.pontremoli.ms.it/